# Mnesarete loutoni
Mnesarete loutoni – gatunek ważki z rodziny świteziankowatych (Calopterygidae).